# Lotte New York Palace Hotel
Lotte New York Palace Hotel combina la histórica Mansión Villard con una moderna torre de 55 pisos. Ubicado en el centro del Midtown de Manhattan, específicamente en la esquina de la Calle 50 con la Avenida Madison, está al frente de la Catedral de San Patricio de Nueva York, y a pocos pasos del Rockefeller Center y Saks Fifth Avenue. El hotel aparece constantemente en el serie Gossip Girl.

## Historia
En 1882, Henry Villard, un conocido financista ferroviario, contrató a McKim, Mead & White para crear seis casas privadas que rodearan un patio en la Avenida Madison. La prominente firma arquitectónica creó las casas en un estilo neo-renacentista italiano, parecido al Palazzo della Cancellaria en Roma.
En la primavera de 1974, Harry Helmsley propuso un hotel de 55 pisos en el sitio de las casas Villard, denominado The Helmsley Palace Hotel. Para construir su torre-hotel, Helmsley contrató a Emery Roth & Sons, quienes crearon su diseño de bronce oscuro, vidrio reflectante y aluminio anodizado para combinar con las casas Villard y su entorno.
En 1981, The Helmsley Palace Hotel fue inaugurado, y Helmsley operó ese hotel hasta 1992, cuando cambió de nombre a The New York Palace Hotel y quedó bajo la administración de una sociedad privada limitada.
Durante la administración de Helmsley, Leona Helmsley, esposa del dueño, mantuvo un estilo administrativo estricto e intolerante que involucraba despedir a empleados por errores triviales, hecho que le valió el apodo "Reina del Mal".
El hotel posteriormente fue adquirido por el Sultán de Brunéi con la venia de la Corte de Bancarrotas de los Estados Unidos. El sultán, a través de su empresa de desarrollo, Amedeo Limited, encargó a Lee Jablin y Harman Jablin Architects para realizar una renovación completa del hotel y las casas Villard.
En mayo de 2015, Lotte Hotels & Resorts, una propietaria y operadora surcoreana de hoteles de lujo, llegó a un acuerdo para adquirir el hotel por $805 millones de dólares por Northwood Investors. Lottle Hotels & Resorts completó la adquisición el 28 de agosto de 2015. El hotel fue renombrado como Lotte New York Palace Hotel.

## Descripción del hotel

### Patio y vestíbulo
Lo que antes era la entrada a la Mansión Villard en la avenida Madison es ahora el famoso patio del New York Palace. Durante la restauración, fue rediseñado para incorporar motivos del piso de varias catedrales italianos del siglo XV.
El vestíbulo de mármol de dos pisos une la Mansión Villard con el hotel. Entrando al vestíbulo desde el patio, existe una gran escalera que conduce al nivel inferior del vestíbulo y un par de escaleras a ambos lados del vestíbulo llevan al segundo piso. La chimenea roja de Verona, una original característica tomada desde el ala sur de la Mansión Villard, está ubicada en el segundo piso.

### Restaurantes
Gilt es un restaurante con 52 asientos que fue inaugurado en diciembre de 2006, que reemplazó a Le Cirque 2000. Uno de los nuevos diseñadores de interiores francés, Parick Jouin, rediseñó el histórico interior. Con un menú americano moderno que ofrece platos aclamados, Gilt ha recibido aclamación de la crítica en todo el mundo. En 2007, Gilt recibió cuatro estrellas de Crain's New York y en 2008, Gilt fue galardonado con dos estrellas Michelin.
Istana está ubicado en el vestíbulo del hotel, el cual está adyacente a la entrada por la Calle 51. El comedor está situado a ambos lados del pasillo del vestíbulo y sirve cocina de estilo bistró.

### Habitaciones
Lotte New York Palace Hotel tiene 805 habitaciones para huéspedes, 88 suites, un spa de 650 m², 3.200 m² de espacio para reuniones y banquetes, un centro de negocios, y cuatro suites Penthouse Triplex.
Lotte New York Palace ofrece dos niveles distintos de alojamiento en habitaciones de huéspedes. The Main House está ubicado en los pisos 9 a 29. Los cuartos de The Executive Level están ubicados en los pisos 30 a 39 y tienen acceso a The Tower Club. The Towers Rooms ocupan la parte superior del hotel entre los pisos 40 a 54 y posee cuartos y suites en estilo clásico o art déco, además de servicio de mayordomo.